# Smartphone
Uno smartphone (lett. "telefono intelligente") è un telefono cellulare con capacità di calcolo, memoria e connessione dati molto più avanzate rispetto ai normali telefoni cellulari, basato su un sistema operativo per dispositivi mobili. 
I primi modelli combinavano le funzioni di un elaboratore palmare con quelle di un telefono mobile, mentre i modelli più recenti si sono arricchiti della funzionalità di dispositivi multimediali in grado di riprodurre musica, scattare foto e girare video. Molti smartphone moderni inoltre sono dotati di schermo tattile ad alta risoluzione e web browser che sono in grado di caricare sia normali pagine web sia siti web appositamente creati per i dispositivi mobili. Caratteristica diffusa è inoltre quella di poter installare funzionalità aggiuntive attraverso le cosiddette app, scaricabili dai rispettivi negozi online.
I principali sistemi operativi mobili in ordine di diffusione sono Android e iOS, ma esistono anche altri sistemi meno diffusi o in disuso, quali HarmonyOS, KaiOS, Windows Phone, Bada, Symbian OS, BlackBerry OS e dei sistemi GNU/Linux, embedded come Embedded Linux, Tizen (successore di LiMo e MeeGo), Sailfish OS, Maemo, MeeGo, Ubuntu Touch/Ubuntu Phone, Firefox OS, Open webOS, Openmoko e altri.

## Storia

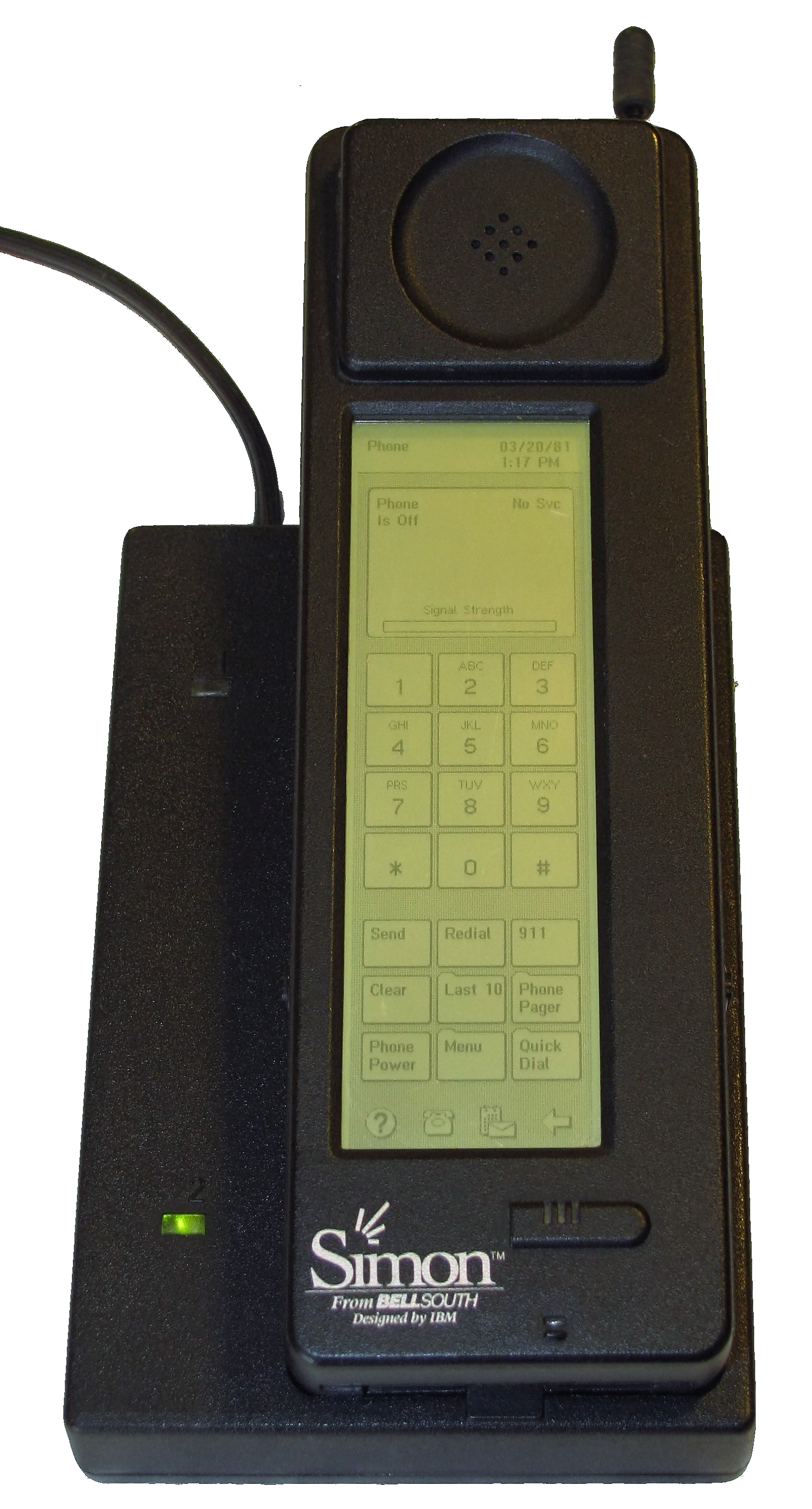
IBM Simon

L'idea di creare dei dispositivi che unissero la telefonia all'utilizzo degli elaboratori elettronici risale al 1973, ma le prime vendite di tali dispositivi cominciarono solo nel 1993. Il termine "smartphone", invece, non apparve fino al 1997 quando la Ericsson descrisse il suo GS88 "Penelope" uno Smart Phone.
Il primo smartphone in assoluto, chiamato Simon, fu progettato dalla IBM nel 1992 e commercializzato dalla BellSouth a partire dal 1993. Oltre alle comuni funzioni di telefono incorporava calendario, contatti, orologio, blocco note, funzioni di posta elettronica, fax e giochi: per poter scrivere direttamente sullo schermo era disponibile un pennino.

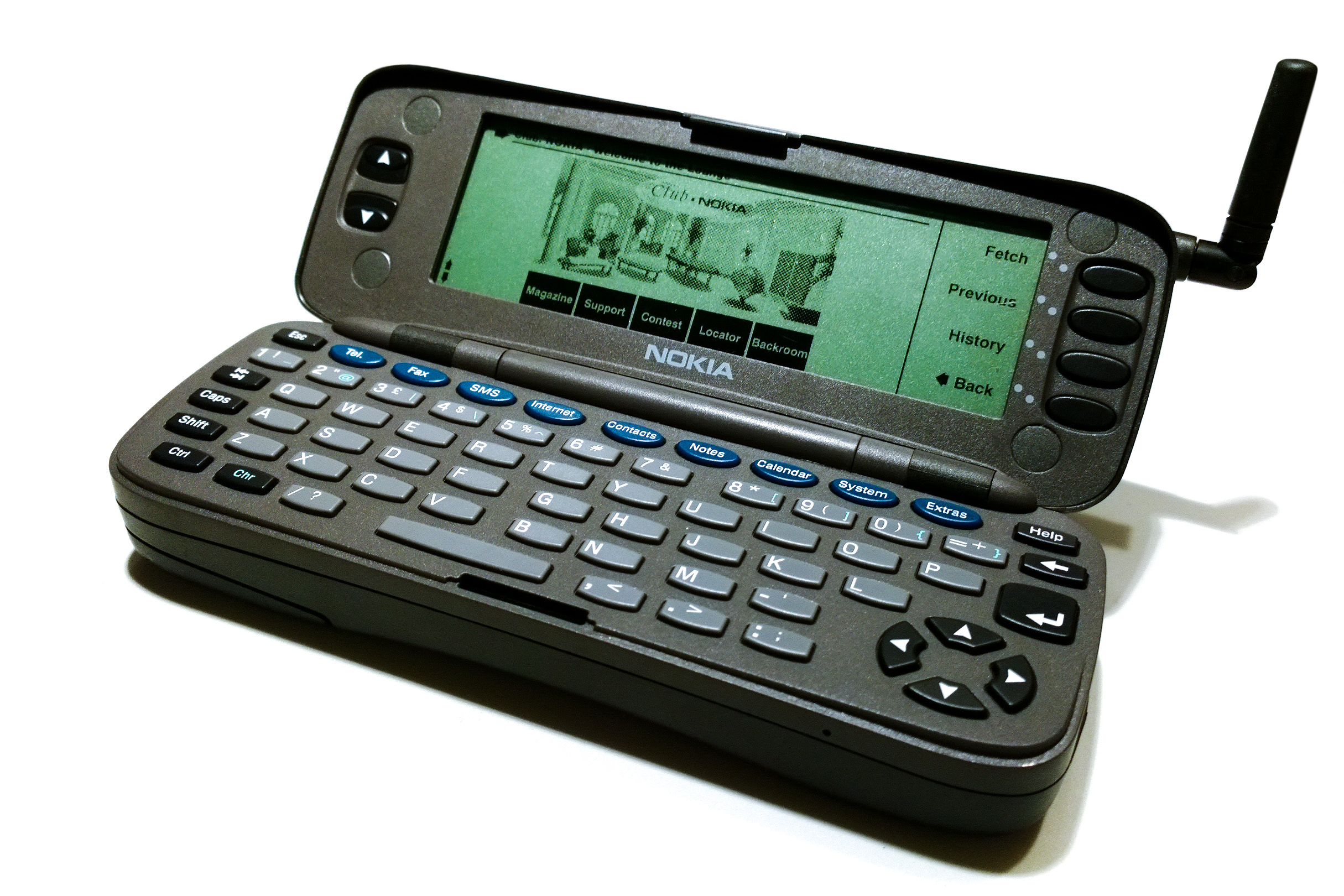
Nokia 9000 Communicator (1996)

All’inizio degli anni 90, in molti utilizzavano sia un PDA che un telefono cellulare ma poi si diffusero dispositivi ibridi che univano le funzionalità di entrambi, ad esempio nel 1996 HP rilasciò l'OmniGo 700X, che univa le funzionalità del PC palmtop HP 200LX con quelle telefoniche del Nokia 2110, ed era anche compatibile con DOS 5.0, potendo scaricare molti software creati per esso. Nello stesso anno, Nokia realizzò il Nokia 9000 Communicator, che univa la parte telefonica del Nokia 2110 a quelle "smart" di un PDA basato sul sistema operativo Geoworks PEN/GEOS 3.0: le due parti erano unite in quello che sarebbe diventato noto come design clamshell, con il display sopra e una tastiera QWERTY sotto. Nel 1999, Qualcomm rilascia  "pdQ Smartphone", un PCS dotato di connettività CDMA.
Nel 1999 venne presentato all'IST (Information Society Technologies) program il progetto MTM (Multimedia Terminal Mobile).
A dicembre 2000 esce l'Ericsson R380, primo telefono dotato del sistema operativo che verrà denominato Symbian, dotato di funzionalità da PDA e possibilità di navigare in internet tramite lo schermo touchscreen resistivo usando un pennino, mentre nel febbraio 2001 viene rilasciato il Kyocera 6035, con il software PDA basato su Palm OS che usava la parte telefonica come un modem.. 

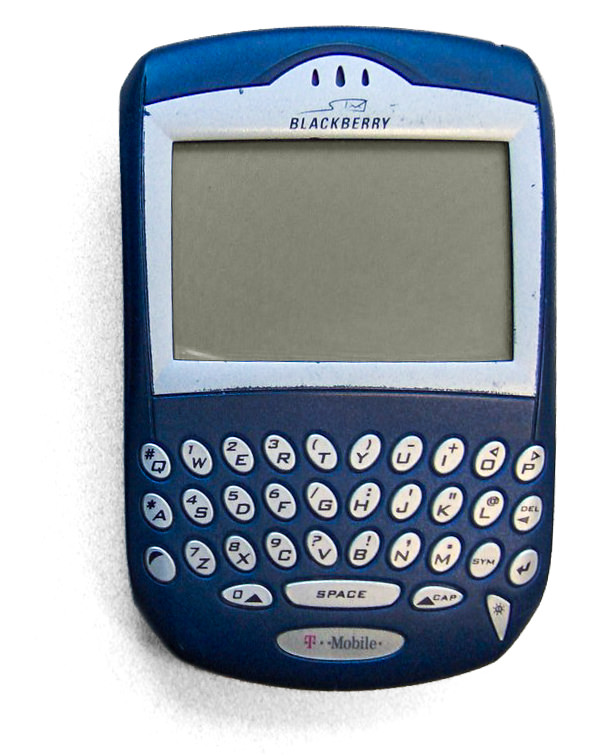
BlackBerry 7230

A giugno 2001 viene rilasciato il Nokia 9210 Communicator, primo cellulare Symbian (v6) in cui potevano essere installate applicazioni aggiuntive, e nel 2002 escono il primo BlackBerry dotato di funzionalità telefoniche, il 5810 e il Danger HipTop (o Sidekick) che diventerà iconico per il suo design simile al GameBoy Advance.
Nel frattempo, a partire dal 1999 in Giappone era stato dato molto impulso alla creazione di cellulari con più funzionalità "smart" grazie alla creazione da parte di NTT DoCoMo della nuova piattaforma per internet su dispositivi mobili i-mode, con trasmissione di dati fino a 9.6 kilobit per secondo e accesso a servizi web come lo shopping online. Si diffusero così funzionalità mobile apposite al mercato nipponico, spesso con OS proprietario e difficili da esportare all'estero, come la televisione mobile 1-seg, i mobile payment e l'NFC.
Dai primi anni 2000 la nascita ed evoluzione degli smartphone è strettamente legata all'evoluzione degli standard di telefonia mobile cellulare, in particolare dall'UMTS fino all'HSPA e all'LTE con capacità di connessione dati superiori ai precedenti standard GSM/GPRS. Tutt'oggi questi dispositivi possono essere arricchiti con numerose applicazioni, scaricabili da un sistema basato su Java o successivamente con store dedicati come l'App Store di Apple, l'Android Market di Google (ora Play Store) per Android, il Windows Store per Windows Phone e Windows 10 Mobile, Blackberry World per Blackberry OS/Blackberry 10 e l'Ovi Store per Symbian OS.
La diffusione dello smartphone nei primi anni 2000, comunque, non fu uniforme ma diversa in base alla zona geografica: negli USA si diffusero soprattutto dispositivi basati su Windows Mobile e BlackBerry (soprannominati "CrackBerry" per la loro attitudine a creare dipendenza), principalmente nella fascia business mentre in Europa si diffusero particolarmente i Nokia (prima finalizzati al business con la serie E, poi al divertimento con la serie N) con il sistema operativo Symbian, che fino al 2010 restò il più diffuso al mondo sugli smartphone.
A metà anni 2000, la stragrande maggioranza degli smartphone avevano tastiere fisiche (QWERTY o numeriche), solo alcuni usavano touchscreen resistivi, come il Palm Treos e il Sony Ericsson P800, che supportavano sia la scrittura normale che disegnando con il pennino graffiti che il software interpretava come caratteri alfanumerici.

### Smartphone con schermo capacitivo (dal 2006-'08)
A fine 2006 LG presentò in collaborazione con Prada il Prada Phone, primo smartphone con schermo capacitivo (sensibile al tocco delle dita).

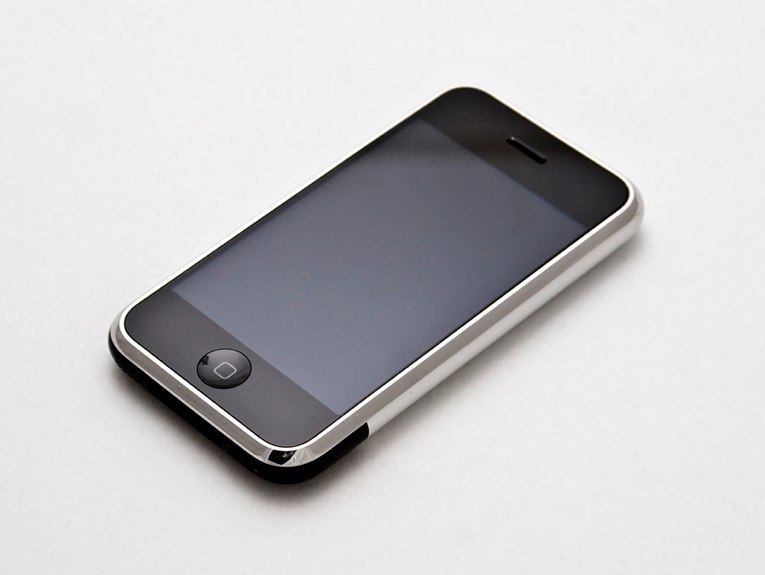
iPhone (2007)

Apple nel gennaio 2007 presentò e mise in vendita il primo IPhone, con multi-touch e pinch-to-zoom e tale prodotto ha conferito notevole impulso al commercio degli smartphone, e ha favorito la nascita della concorrenza. Nel 2008 HTC ha introdotto il T-Mobile G1 (conosciuto come HTC Dream), il primo smartphone Android, sistema operativo sviluppato da Google che grazie alla natura open source è stato adottato da numerosi produttori. Tra questi, Samsung con la serie Galaxy, LG con le serie Optimus e G, HTC (serie economica Desire e serie top di gamma One), Sony (serie Sony Xperia), Huawei (con le serie Ascend, Mate, P ed il marchio Honor), OnePlus, Lenovo (con il marchio Moto, conseguenza dell'acquisizione nel 2014 di Motorola Mobility) e molti altri marchi diffusi in Oriente ed emergenti in Europa (come Xiaomi, Meizu, Oppo, Nubia, Umidigi, Vivo).
Nokia continua a produrre smartphone con Symbian OS fino al 2012, quando esce l'808 PureView, ultimo modello con questo OS ed uno dei primi cameraphone (con fotocamera da 41 megapixel). La sezione mobile di Nokia viene venduta a Microsoft, che produce la serie di smartphone Lumia con Windows Phone e, in seguito, Windows 10 Mobile. Nokia torna alla produzione di smartphone con HMD Global e sistema operativo Android nel 2017.
A novembre 2013 viene introdotto sul mercato il primo smartphone con aggiunta di schermo e-ink posteriore, lo Yotaphone mentre da novembre 2014 Samsung vende il Note Edge, con schermo curvo Edge laterale, seguito da S6 Edge, S7 Edge, S8, Note 8. Apple continua con la serie iPhone e sistema operativo iOS dal modello 3G del 2008 a quelli 16 e 16 Pro del 2024. Si creano sottogeneri di smartphone come i phablet (dispositivi a metà tra smartphone e tablet) che diventeranno sempre più dominanti col passare degli anni, i feature phone (telefoni cellulari classici e spesso con tasti fisici ma con funzionalità moderne e prezzi bassi, tra cui troviamo i Nokia Asha, i Nokia Originals come il Nokia 3310 (2017) ed alcuni Alcatel, ma anche modelli di marchi quali Brondi adatti ad anziani ed ipovedenti) e i rugged, pensati per la resistenza ad acqua, polvere ed urti. 
Nel 2013 è stato prodotto lo Yotaphone, il primo smartphone a doppio schermo: uno schermo LCD frontale e uno schermo a carta elettronica posto sul lato posteriore.
Nel 2016 LG introduce nel mercato il G5, primo smartphone modulare venduto in grande scala (il primo in assoluto fu il Fairphone 2), con la possibilità di aggiungere accessori per determinate funzioni.
In ambito sociologico negli anni a seguire la sua comparsa lo smartphone è diventato progressivamente un vero e proprio fenomeno culturale in molte parti del mondo occidentale e oltre, legato al consumismo elettronico e alla cultura di massa. La possibilità di avere degli app store per la distribuzione digitale di app ha creato un intero nuovo mercato di sviluppo software, che è arrivato nella sola Europa ad essere di quasi 1,9 milioni di addetti nel 2017. 

#### Nuove tendenze (da metà anni '10)
Aumenta anche la risoluzione negli schermi di smartphone: a ottobre 2012, HTC presenta il J Butterfly, primo smartphone con schermo Full HD da 1920 x 1080 pixel, un anno dopo, a ottobre 2013, Vivo presenta Xplay 3S, primo dispositivo con risoluzione 2K 2560 x 1440 pixel e all'IFA di Berlino 2015 Sony presenta Xperia Z5 Premium, primo smartphone con schermo con risoluzione 4K con 3840 x 2160 pixel e una densità di 806 ppi.

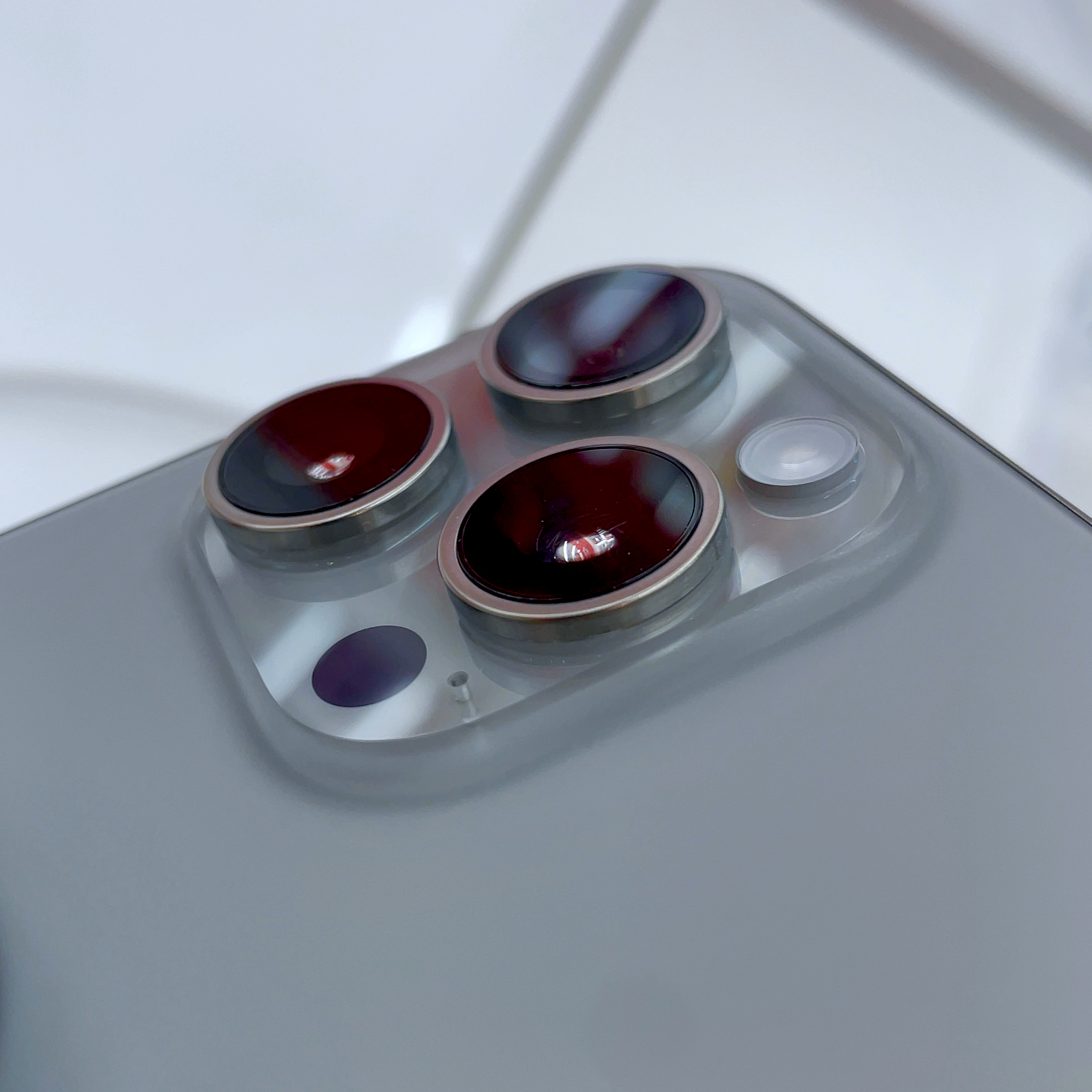
Il sistema di fotocamere di un iPhone 15 Pro del 2023.

A partire da metà anni '10 gli smartphone hanno cominciato ad avere anche dei reparti fotocamere sempre più avanzati, arrivando ad avere anche più di una fotocamera posteriore e dalla composizione interna ben più complessa, tanto da richiedere uno spessore spesso maggiore rispetto a quello della scocca dello smartphone stesso. Per tale sistema sono stati sviluppati anche appositi sensori avanzati (come il sensore LiDAR sugli iPhone Pro degli anni '20) per aiutare le fotocamere stesse e che costituiscono anche parte della realtà aumentata.

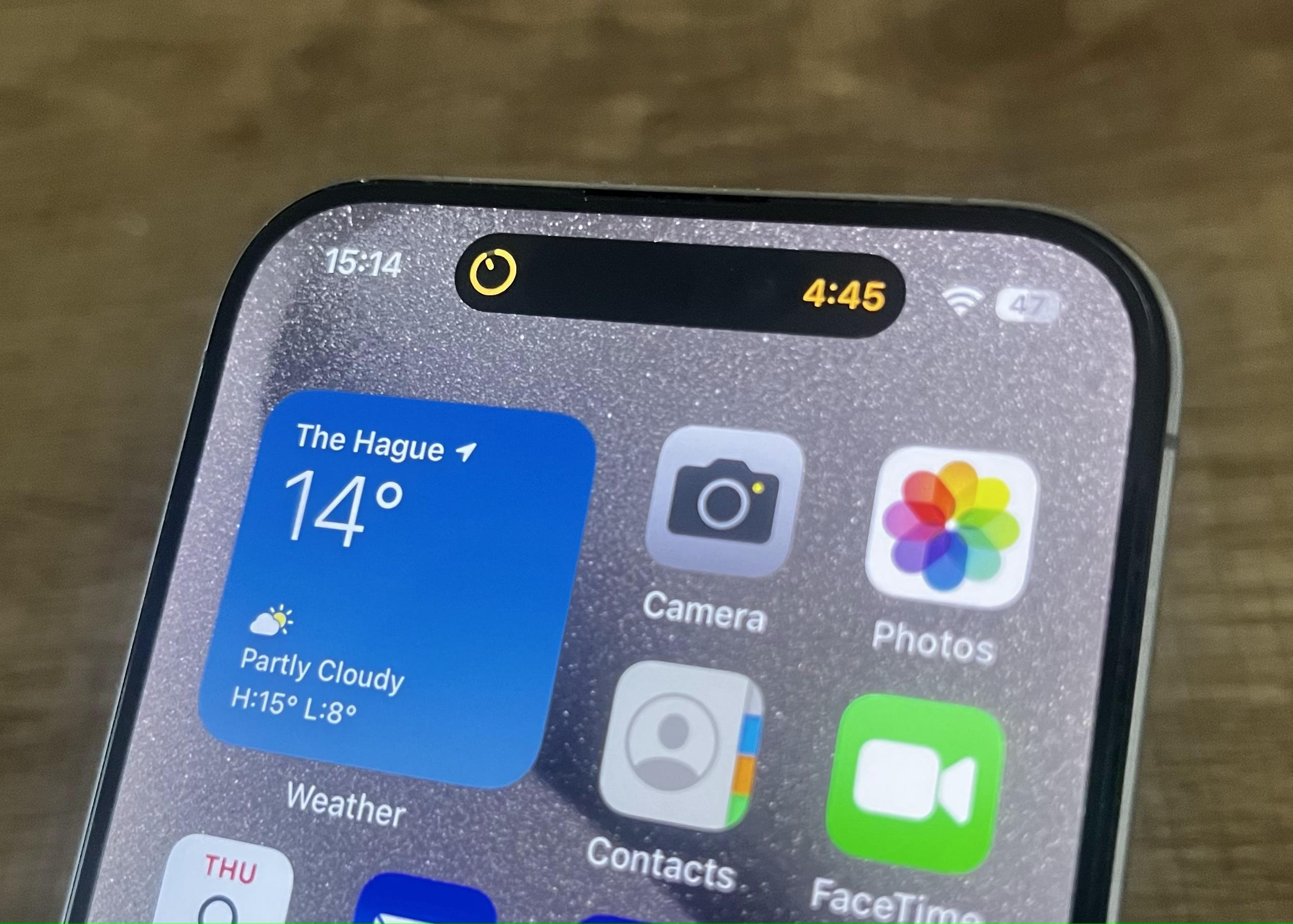
Un iPhone con schermo "borderless": si nota la caratteristica Dynamic Island (lo spazio che contiene le fotocamere e i sensori frontali) introdotta nel modello Pro del 2022.

Un'altra importante tendenza che si è osservata da metà anni '10 è stata la progressiva riduzione delle cornici frontali nel corso degli anni, giungendo a schermi "borderless" in poco tempo. Contemporaneamente si è venuta a creare la questione dello spazio da riservare alle fotocamere frontali e ai relativi sensori, facendo rimanere un piccolo spazio intagliato nello schermo che è stato definito comunemente "notch" e che è spesso stato oggetto anche di critiche. Apple ha introdotto il suo primo iPhone senza cornici nel settembre 2017, con l'iPhone X, mentre la Samsung lo aveva già fatto qualche mese prima con il Samsung Galaxy S8.

### Smartphone pieghevoli (dal 2019)

Smartphone pieghevoli di Samsung.

Dal 2019 in poi sono stati presentati smartphone pieghevoli, una nuova generazione di telefoni la cui caratteristica è quella di presentare un display in grado di piegarsi; in questo modo è possibile avere schermi più grandi, adatti al multitasking, ma anche per un semplice vezzo estetico. In totale in tutto il mondo fino ad agosto 2022 sono stati presentati 15 smartphone pieghevoli. 
I pieghevoli più venduti sono quelli di Samsung, ovvero la serie Samsung Galaxy Z. All'estate 2024 continue voci di corridoio insistono su un probabile ingresso nel mercato dei pieghevoli da parte di Apple, previsto intorno al 2026.

## Descrizione

### Caratteristiche

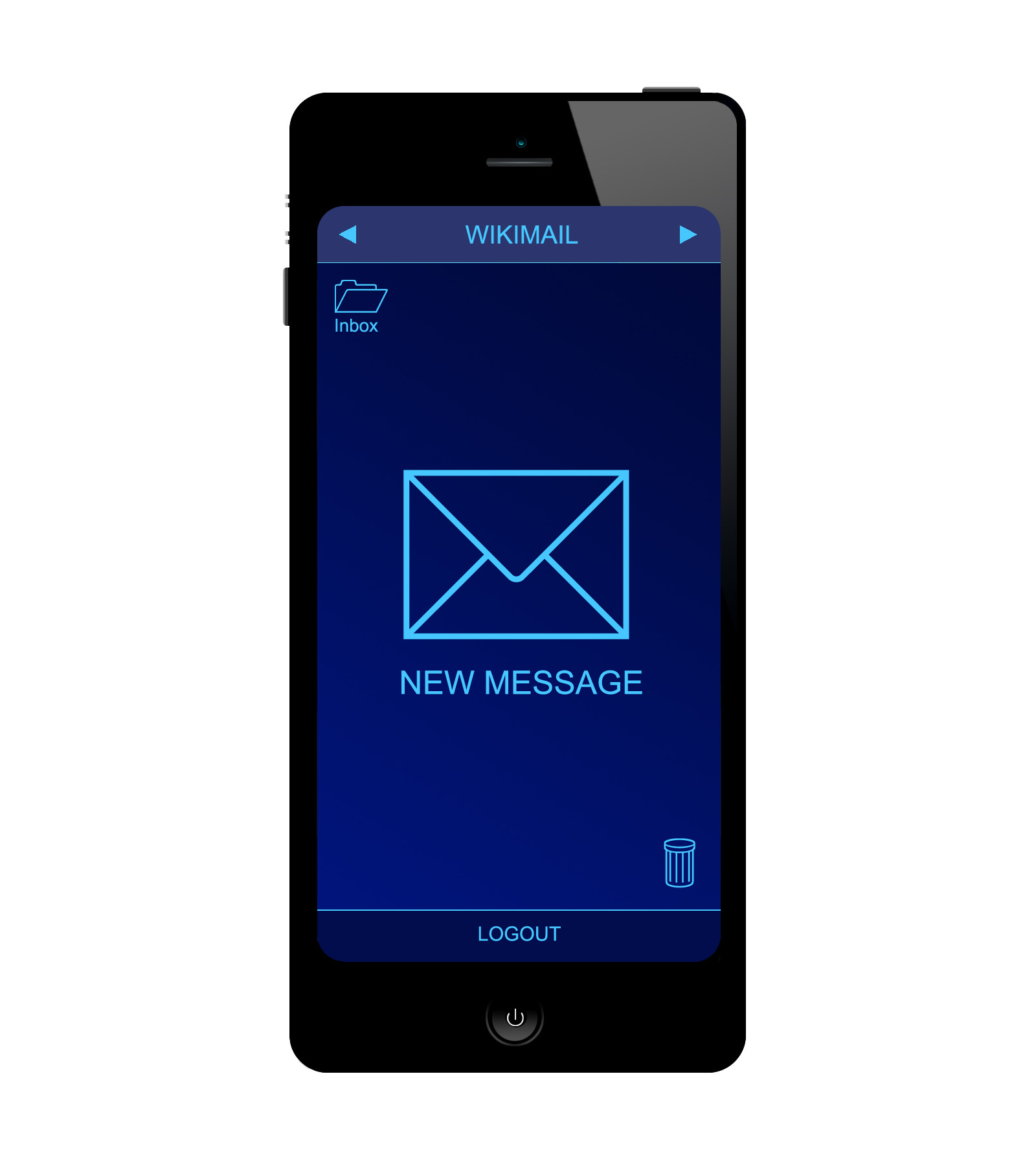
Front-end e display di uno smartphone moderno

A rendere gli smartphone così performanti e funzionali rispetto a telefoni cellulari di precedente generazione sono l'aumento delle prestazioni in termini di processamento e memorizzazione grazie a processori sempre più evoluti e sempre più simili a quelli dei dispositivi fissi o portatili e a memorie sempre più capienti (es. schede SD), unite a sistemi operativi sviluppati ad hoc (sistemi operativi per dispositivi mobili) o derivati dai sistemi operativi per personal computer e ad interfacce utente sempre più facili da usare come ad esempio lo schermo tattile, che consentono molto spesso la realizzazione di schermi di dimensioni fisiche maggiori a parità di spazio disponibile eliminando in molti casi la necessità di tastierine fisiche.
Gli smartphone possono essere disponibili anche in più versioni oltre a quella standard, generalmente può essere una versione più potente, oppure una con durata maggiorata dell'autonomia (da lavoro), oppure resistente (rugged), ma esistono anche modelli studiati per il business o che incentrano le loro caratteristiche per le esigenze d'impresa.

### Funzionalità
Sono quasi sempre inclusi la connessione dati ovvero l'accesso a Internet, le E-mail, la pianificazione delle attività ("Scheduler"), la fotocamera con o senza lampeggiatore LED o XENON (come nel caso di Nokia N8, Lumia 1020, I PHONE 6s Samsung K zoom, HTC 7 Mozart) mono o bitono, rubrica e contatti personali, registratore audio, riproduttore audio-musicale. Sulla gran parte dei modelli sono disponibili la navigazione satellitare con GPS/GLONASS/BeiDou e la compatibilità con i più comuni formati di file, come PDF e quelli della suite Microsoft Office, inoltre qualora non fosse possibile utilizzare la geolocalizzazione satellitare è possibile sfruttare la triangolazione GSM-UMTS per determinare la posizione che generalmente permettono una precisione entro il chilometro, o utilizzare OTDOA (Observed Time Difference Of Arrival) per le reti di quarta generazione o utilizzare le reti WiFi (SpotFi) per una maggiore precisione, generalmente entro i 100 metri.
Il microbrowser Opera, installato su alcuni modelli di smartphone, come iOS renderizza le pagine web in modo da poterle leggere senza dover scrollare orizzontalmente.
Oggi esistono smartphone con connessione GSM/GPRS/EDGE/UMTS/HSDPA/HSUPA/LTE e che utilizzano le tecnologie Bluetooth, Wi-Fi e NFC per le comunicazioni con altri dispositivi, ma anche USB On-The-Go e MHL.
La caratteristica principale degli smartphone è tuttavia la possibilità di installare applicazioni di terze parti (software, giochi, temi) per aumentare le funzionalità del dispositivo mobile.
Alcune di queste funzionalità aggiuntive sono rese possibili dall'integrazione nel dispositivo mobile di sensori quali accelerometro, giroscopio, magnetometro, sensore fotoelettrico, sensore laser di profondità, sensore ad effetto Hall, sensore di prossimità, barometro, cardiofrequenzimetro, ecc.
Alcuni smartphone offrono anche possibilità di tethering in WiFi o Bluetooth verso dispositivi quali altri smartphone o cellulari, portatili o computieri portatili fissi, mentre la totalità di essi, così come la maggior parte dei cellulari permettono il tethering cablato.
I principali smartphone consentono di aggiungere direttamente dal cellulare un numero fisso o mobile nella lista nera, per fermare la ricezione di SMS, MMS e chiamate voce sul proprio terminale.  Stessa funzionalità di blocco chiamate o di blocco messaggi può essere ottenuta installando una delle varie App specifiche esistenti, che si occupano anche della registrazione automatica delle telefonate effettuate e ricevute.

### Sicurezza e segretezza informatica
I primi attacchi agli smartphone si hanno nel 2004 con Cabir, che colpiva i sistemi Symbian. Data l'elevata crescita degli smartphone e del loro maggiore utilizzo in sostituzione dei PC con un sorpasso previsto per il 2013, si ha un aumento degli attacchi informatici alla sicurezza sugli smartphone, tramite vendita di applicazioni malevole, sia in modo diretto sia sfruttando le vulnerabilità del software delle applicazioni popolari. Generalmente, il rischio maggiore è il furto di dati riservati e personali.
Per questo l'Agenzia dell'Unione europea per la cibersicurezza (ENISA), un centro d'eccellenza per gli Stati membri dell'Unione europea e le istituzioni europee in sicurezza delle reti e dell'informazione, dando consigli e suggerimenti e qualità di un quadro di informazioni per le buone pratiche, ha evidenziato delle linee guida sulla sicurezza e gestione delle applicazioni.
In alcuni ambiti, dove i livelli di sicurezza e segretezza sono particolarmente stringenti, esistono smartphone appositamente studiati o modificati, con limitazioni hardware e software, come l'impossibilità dell'accesso ai mercati delle applicazioni e l'assenza della fotocamera.
Alcuni dispositivi o programmi aziendali permettono di modificare la modalità di funzionamento del dispositivo (lavoro, casa) in modo da tenere i propri dati personali separati dai dati dell'azienda per cui si lavora, conferendo una tutela non solo al lavoratore, ma anche al datore di lavoro.
Esistono anche agenzie che forniscono punteggi sulla sicurezza e relativi controlli ed eventuali limitazioni sui dispositivi mobili in ambito professionale.
Inoltre è stato dimostrato che anche con la semplice azione di ricarica tramite porta USB si può incorrere in problemi di sicurezza, tanto che il mercato ha risposto con un dispositivo da interporre durante la carica in modo da bloccare le transazioni informatiche durante la ricarica.

### Bilancio ecologico e sociale
Dato che uno smartphone è tecnologicamente molto più complesso di telefoni cellulari più datati, le risorse utilizzate sono maggiori rispetto al passato. Questo comporta un impatto ecologico e sociale molto più ampio. 
Un problema di carattere ecologico derivato dalla produzione degli smartphone è dovuto all'estrazione delle materie prime, in particolare le terre rare. Per le batterie i materiali più utilizzati sono il cobalto e il litio:
- Il cobalto viene spesso escavata in miniere in Congo in condizioni di lavoro precarie e senza o con poca considerazione per l'impatto ambientale.[47]
- Il litio viene escavato attraverso un processo di evaporazione dell’acqua primariamente in Cile dove si trova nel più arido deserto del mondo Salar de Atacama che detiene il 40 per cento delle riserve mondiali di litio. Per l'estrazione di litio vengono usate le acque sotterranee in quantità che non permettono più una coltivazione del terreno distruggendo l'ecosistema del deserto.[48]

Le emissioni di diossido di carbonio dovute alla produzione e al trasporto dei moderni smartphone sono maggiori rispetto ai vecchi modelli di telefonini, passando da una media di 20 kg di CO2 per telefonino ai 50 kg di CO2 per uno smartphone. Non c'è solo un inquinamento dovuto alla produzione e allo smaltimento del telefono: anche l'utilizzo provoca un impatto a livello ambientale. Che sia l'invio di e-mail, SMS, le app di messaggistica o anche la fruizione dei video in streaming contribuiscono alle emissioni. 
Le condizioni di lavoro sono spesso cattive: Brian Merchant, per il Guardian, riporta che in Cina, dove vengono prodotti i dispositivi di Apple, i lavoratori sono spesso soggetti a pesanti ritmi di lavoro e si sono registrati vari casi di suicidi.

### Salute
(metafora di Anna Lembke)
Nel corso degli anni più volte ci si è chiesti se i telefoni cellulari prima e gli smartphone poi, facessero male alla salute. Scienziati e ricercatori nel corso dei decenni hanno avviato studi che non sempre hanno portato agli stessi risultati. Se una parte degli studi riferirebbero che il loro costante utilizzo potrebbe portare a problemi di salute, altri suggerirebbero che non vi è una effettiva correlazioni in malattie in seguito ad un uso sostenuto. I telefoni e gli smartphone diffondono comunque onde a radiofrequenza, che non generano mutazioni, ma possono surriscaldare i tessuti con cui sono a contatto. La quantità di onde a radiofrequenza vengono dunque assorbite da un tessuto biologico. Il valore viene misurato in SAR (specific absorption rate, tasso specifico di assorbimento) e viene quantificato in w/kg. In Europa il massimo consentito è di 2 watt per kg, misurati su 10 grammi di tessuto. I telefoni di vecchia generazione avevano un valore più alto, viceversa i telefoni di ultima generazione hanno un valore più contenuto.  Sono tuttora in corso ulteriori studi per avere dati più affidabili su quanto gli smartphone influiscano sulla salute degli utilizzatori.
Nel tempo si è cercato di verificare l'impatto dei smartphone e tablet sul disturbo dello spettro autistico, evidenziando come i bambini nei primi anni di vita hanno poi un maggior rischio di sviluppare disturbi autistici
Lo psicologo Jonathan Haidt ha rilevato diverse correlazioni con l'aumento esponenziale dei Disturbo d'ansia ed altri disturbi psicologici nei bambini ed adolescenti, con il diffondersi dell'uso di smartphone touchscrean a partire dal 2010.

### Accessori

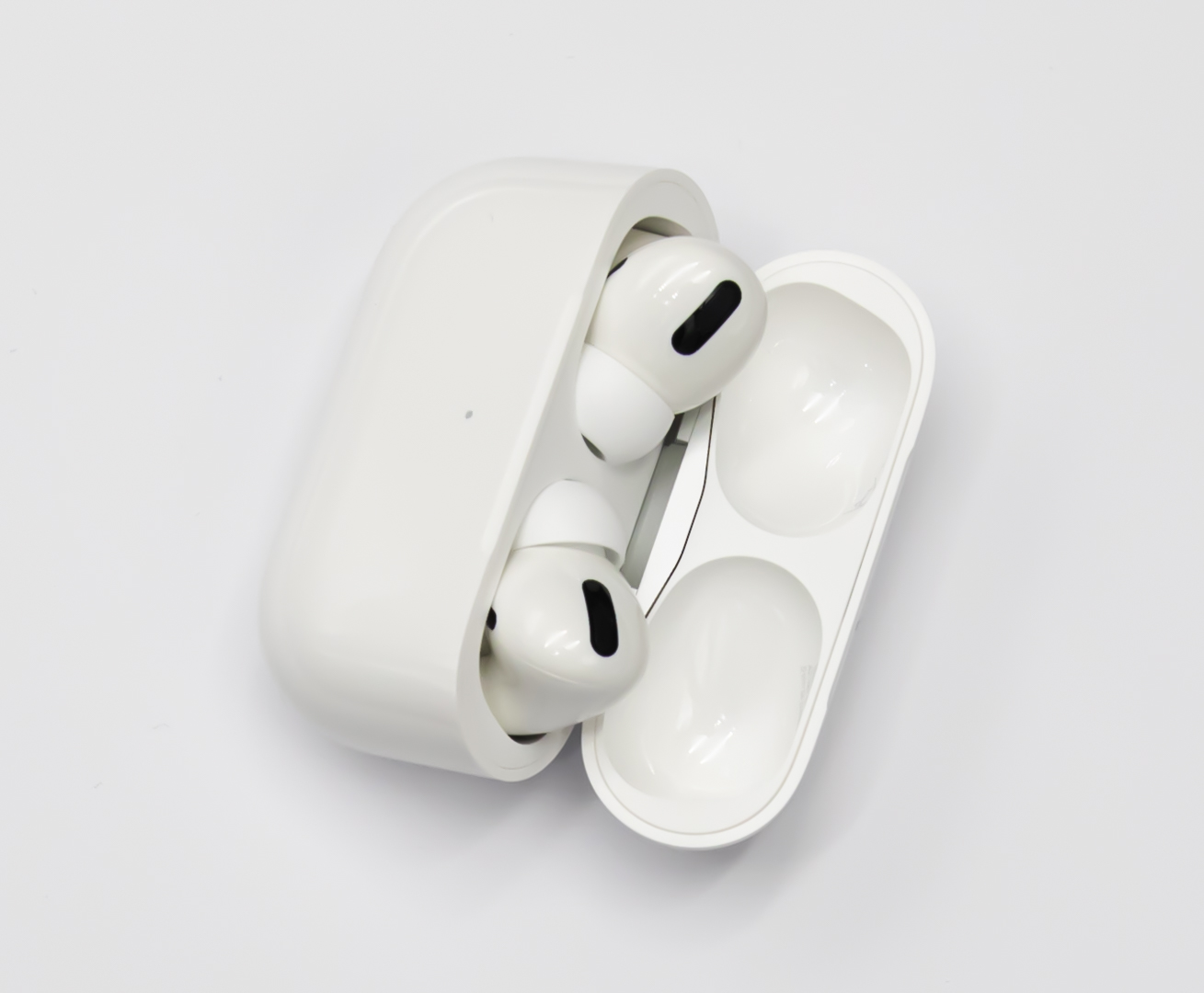
AirPods Pro, moderni auricolari Wireless

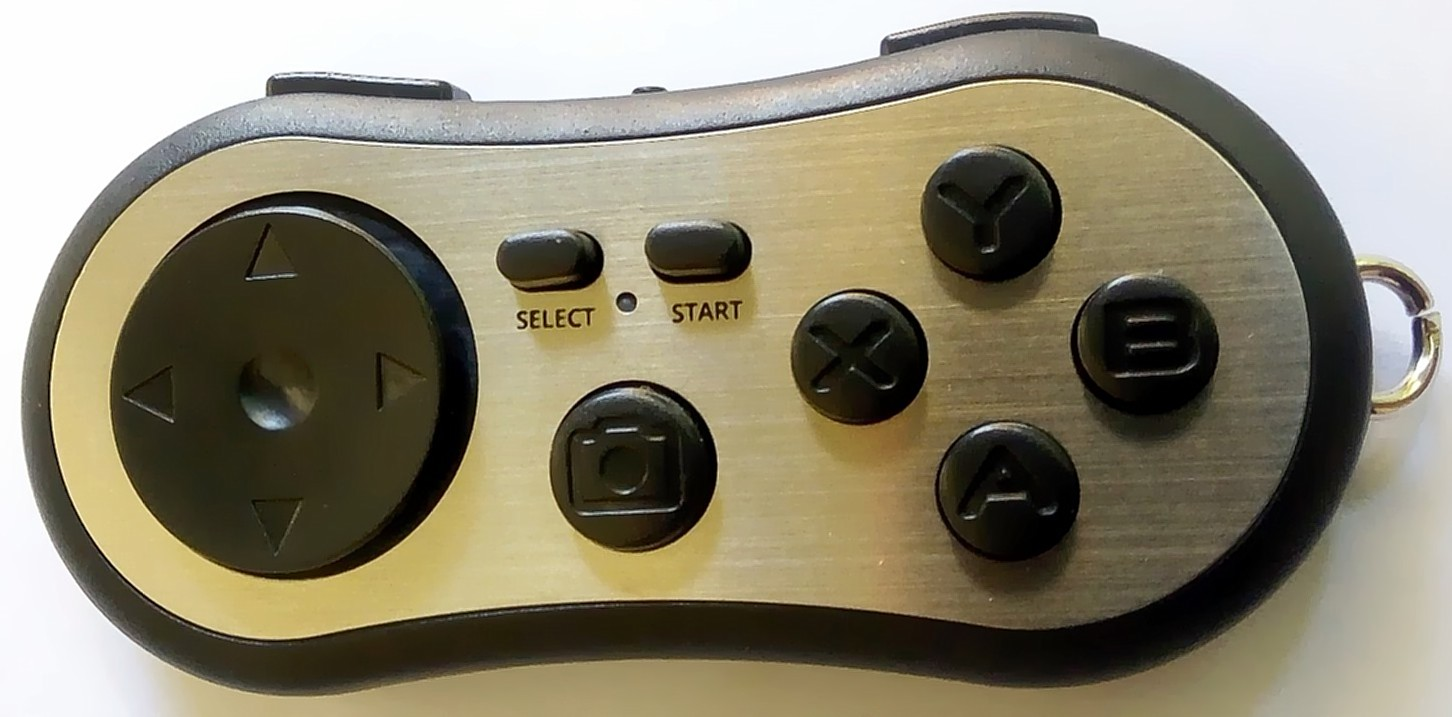
Gamepad Bluetooth per smartphone, con funzione anche di controller di navigazione e controller multimediale. Gamepad dotato di D-pad a 8 vie e 9 pulsanti ed interruttore d'accensione

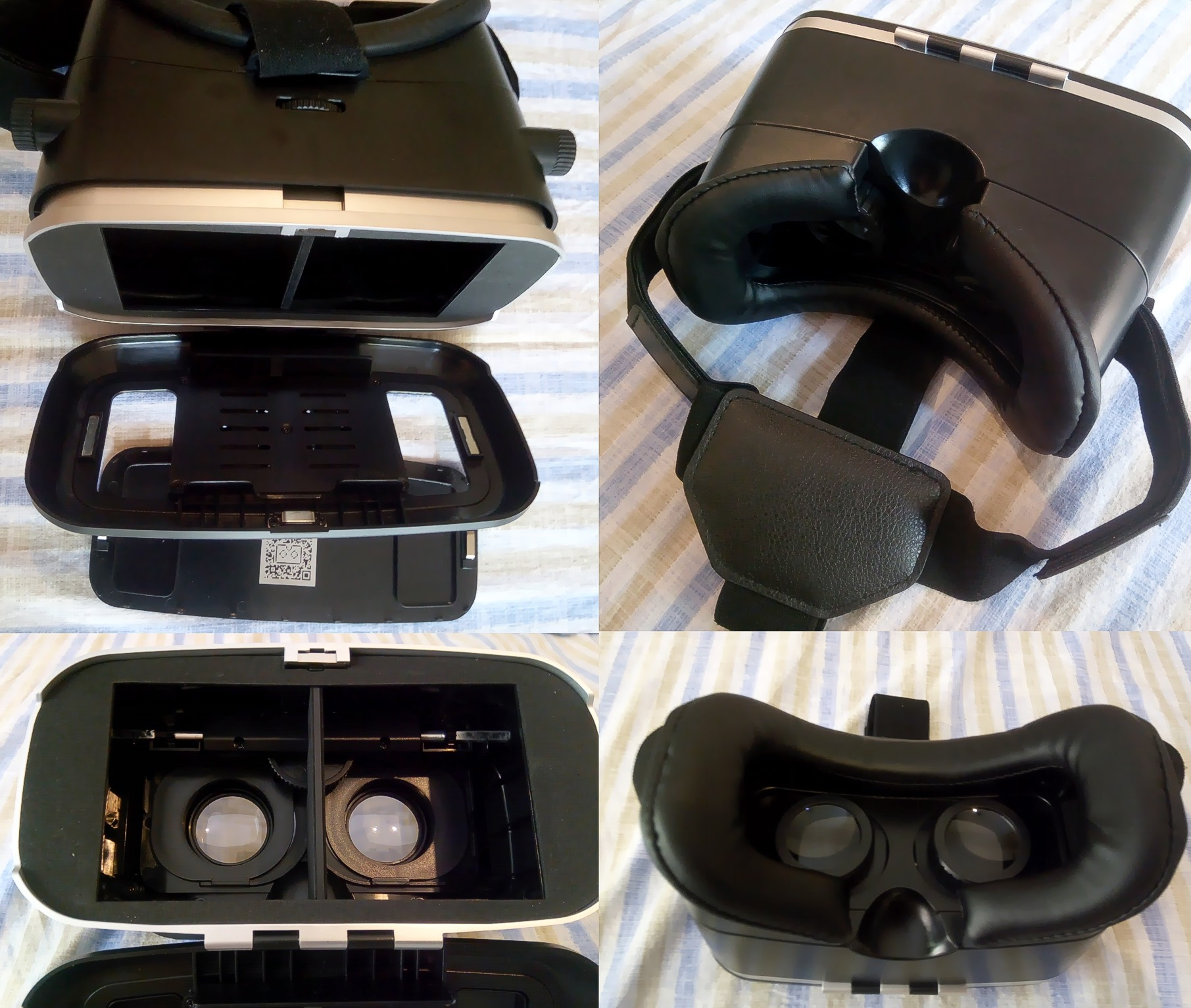
Supporto VR per smartphone, che permette la regolazione della messa a fuoco (avvicinando e allontanando lo smartphone) e della distanza pupillare (distanziando o avvicinando le lenti tra loro), a sinistra si può vedere il supporto completamente aperto, con lo sportello aperto e la copertura della realtà aumentata rimossa, sulla quale è impresso il codice QR per il riconoscimento rapido, ai lati dello sportello sono presenti due feritoie per il collegamento con altri dispositivi, quali generalmente cuffiette e usb-otg.

Gli smartphone hanno generato un secondo mercato correlato, quello degli accessori. Una vasta gamma di accessori vengono venduti, come custodie, schede di memoria, pellicole protettive (policarbonato, vetro temperato, idrogel), caricabatterie, (con filo, a induzione e powerbank), batterie aggiuntive, adattatori USB On-The-Go (per connettere chiavette USB o schermi esterni via HDMI), adattatori MHL, cuffie, e altoparlanti dotati di Bluetooth. Un'altra categoria di accessori riguarda l'ambito fotografico, e comprende lenti fotografiche aggiuntive o treppiedi.

## Mercato
Negli ultimi anni gli smartphone stanno conquistando quote sempre maggiori del mercato della telefonia mobile, raddoppiando quasi fra il 2004 e il 2005 (più di 12 milioni di apparecchi venduti nell'ultimo anno). Nel secondo trimestre 2011 si è verificata in Europa una maggiore vendita di smartphone rispetto ai normali telefonini, arrivando a 21,8 milioni di unità vendute (i telefonini tradizionali arrivano a 20,4 milioni). Nel mondo, gli smartphone rappresentano oltre il 40% del mercato. Dopo anni di crescita, il mercato degli smartphone nel 2022 si è dimostrato in sofferenza. Gli analisti hanno previsto un calo nelle spedizioni importante. Sarebbero 1 miliardo gli smartphone in meno spediti globalmente, mentre nel secondo trimestre in Europa si è assistito ad un calo delle spedizioni dell'11% su base annua. 
L'azienda WDS nel novembre 2011, data l'espansione di questo mercato, ha analizzato le chiamate ai centri d'assistenza dei maggiori produttori (Android, Apple, Blackberry e Windows Phone), dando maggiore attenzione ai dispositivi Android, che rappresentano la fetta maggiore del mercato, restituendo un'analisi effettuata sia sui problemi hardware sia software, dove in entrambi i casi i prodotti basati su sistemi operativi Android risultano leggermente più critici a causa della maggiore frammentazione della piattaforma software e di requisiti hardware meno stringenti dei sistemi concorrenti. Dalla stessa analisi è risultato che il sistema hardware meno critico è il Blackberry OS, seguito a ruota dallo iOS di Apple.

### Principali produttori
I principali produttori di smartphone nel 2018, ordinati per quota di mercato erano:
1. Apple
2. Samsung
3. Huawei
4. Xiaomi
5. Oppo
6. Realme
7. Honor
8. Redmi, marchio secondario controllato da Xiaomi

### Mercati secondari
Con gli anni si è creata una nuova industria attorno al riutilizzo di smartphone di seconda mano: mentre telefonini di vecchia generazione avevano, specialmente negli anni 90 e 2000, un valore basso dopo il primo utilizzo, oggi il valore degli smartphone è aumentato, creando un mercato secondario di acquisto, ricondizionamento e rivendita di vecchi smartphone sostenuto dal fatto che uno smartphone nei paesi occidentali ha spesso un valore superiore alle centinaia di euro anche dopo il primo utilizzo. Considerando i fattori ecologici, questo mercato secondario è in grado di ridurre l'impatto ambientale degli smartphone.